# Alberto Ongarato
Alberto Ongarato   (Pàdua, 24 de juliol de 1975) és un ciclista italià, ja retirat, que fou professional entre el 1998 i el 2011. Bon corredor de fons, amb una discreta punta de velocitat, era un dels homes de confiança d'Alessandro Petacchi.
Va començar com a professional amb l'equip Ballan, el 1998. L'any 2000 fitxà pel Mobilvetta Design, dirigit per Stefano Giuliani. El 2002 portarà la samarreta del De Nardi que confluïrà l'any següent en el Domina Vacanze de Mario Cipollini. Des del 2004 va córrer al costat d'Alessandro Petacchi, primer al Fassa Bortolo, després al Milram i des del 2009 al LPR Brakes. Acabà la seva carrera al Vacansoleil-DCM.
En el seu palmarès destaca el Tour de Drenthe de 2010 i dues etapes de la Volta a Portugal.

## Palmarès
- 1997
  - 1r al Trofeu Adolfo Leoni
- 1998
  - Vencedor d'una etapa al Giro d'Abruzzo
- 2000
  - Vencedor d'una etapa de la Volta a Portugal
- 2002
  - Vencedor d'una etapa de la Clásica de Alcobendas
- 2004
  - Vencedor d'una etapa de la Volta a Portugal
- 2005
  - Vencedor d'una etapa de la Volta a Luxemburg
  - Vencedor d'una etapa del Tour de Wallonie
- 2010
  - 1r al Tour de Drenthe

### Resultats al Tour de França
- 2007. Abandona per caiguda (12a etapa)

### Resultats a la Volta a Espanya
- 2004. Abandona (17a etapa)
- 2005. 78è de la classificació general
- 2006. 131è de la classificació general
- 2007. 136è de la classificació general

### Resultats al Giro d'Itàlia
- 2004. 109è de la classificació general
- 2005. 99è de la classificació general
- 2006. 130è de la classificació general
- 2007. Abandona (10a etapa)
- 2008. 130è de la classificació general
- 2011. 145è de la classificació general